# David Bailly
Pour les articles homonymes, voir Bailly.
 (avril 2023).
Si vous disposez d'ouvrages ou d'articles de référence ou si vous connaissez des sites web de qualité traitant du thème abordé ici, merci de compléter l'article en donnant les références utiles à sa vérifiabilité et en les liant à la section « Notes et références ».

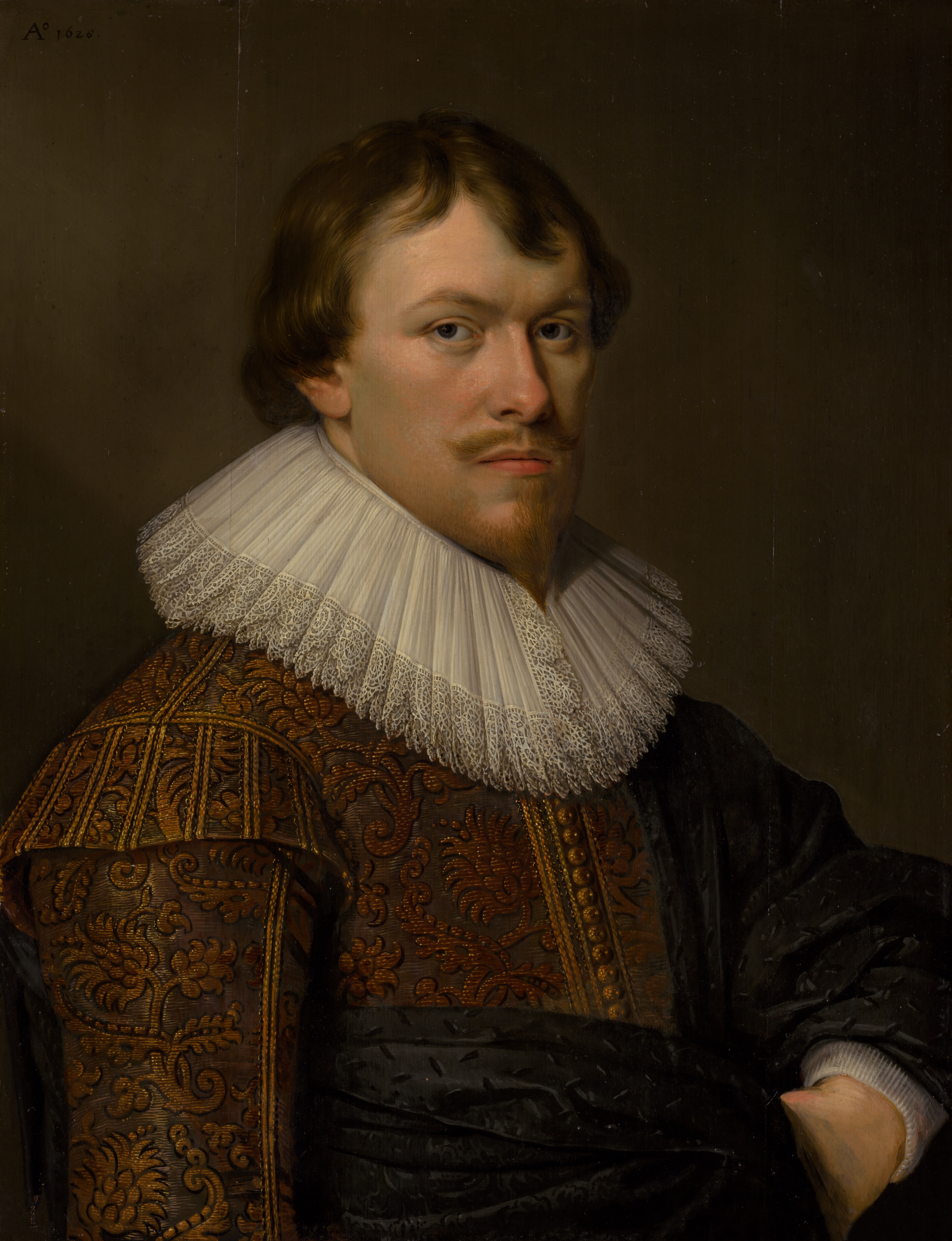
Portrait de Gerrit Schaep - 1651

David Bailly, né en 1584 à Leyde où il est mort en 1657, est un peintre et graveur néerlandais.

## Biographie
Peintre de Leyde, sa ville natale (comme Rembrandt), puis portraitiste à Amsterdam. Il travaille pendant une courte période comme compagnon à Hambourg avant de voyager à Venise et Rome à l’âge de 25 ans. Sur le trajet du retour, il offre probablement ses services à quelque prince allemand. De retour aux Pays-Bas en 1613, il s’installe comme peintre de vanités[Quoi ?] et de portraits. Il exécute un grand nombre de portraits dessinés de petit format des peintres de son temps ainsi que des étudiants et des professeurs de l’Université de Leyde.
Dans ses portraits peints, Bailly représente des objets attractifs et expressifs au milieu d’un environnement domestique. On trouve dans ses vanités les symboles habituels de la nature éphémère et transitoire de l’être humain tels que le crâne, la fleur, la bougie… Il s’est également peint en présence des symboles de la vanité, acceptant en cela le caractère éphémère de sa propre vie.

## Œuvre
Pendant longtemps, David Bailly s’est consacré au dessin de portraits. Ses têtes et bustes sont parfois extrêmement soignés et détaillés, mais parfois il choisit parfois de très peu travailler certaines parties, comme le cou ou le buste, pour accentuer la tension au dessin, effet qu'il accentue par un travail de la lumière. Il semble que Bailly dessinait à la lueur d’une chandelle. La technique utilisée est typique du dessin destiné à la gravure.
- 1625 : Autoportrait[1], au Rijksmuseum, à Amsterdam.
- 1629 : Portrait d'une femme[2], au J. Paul Getty Museum, à Los Angeles (Californie).
- 1641 : Portrait d'un homme, peut-être un botaniste[3], au Metropolitan Museum of Art, à New York
- 1651 : Vanité aux portraits, huile sur panneau, 89 × 122 cm, Musée municipal de Leyde, Leyde[4]